# マケマケ (準惑星)
マケマケ（136472 Makemake）は、準惑星であり、太陽系外縁天体のサブグループである冥王星型天体の1つ。シンボルは「」。
2005年3月31日にマイケル・ブラウンらのグループにより発見され、同年7月29日に公表された。仮符号は2005 FY9。発表当日には他の大型外縁天体2003 EL61（後のハウメア）、2003 UB313（後のエリス）の発見も公表されている。
2008年7月に冥王星型天体として認められた。2006年8月24日にケレス、冥王星、2003 UB313（エリス）が準惑星に分類されて以降、最初に追加された準惑星（冥王星型天体）で、準惑星としては4個目、冥王星型天体としては3個目となる。

## 特徴

マケマケ（青）、ハウメア（緑）、冥王星（赤）と海王星（灰）の軌道。

マケマケはスピッツァー宇宙望遠鏡で捉えられており、これにより直径は冥王星の50%から75%であると推測されている。したがって、明るさではハウメアを上回っているものの、サイズは同程度ということになる。エリスと冥王星に次ぐサイズの外縁天体であると考えられている。
マケマケは307年周期で太陽を廻っている。海王星と軌道共鳴の関係にないためキュビワノ族に分類されるが、冥王星と同様に楕円がかった軌道と傾いた公転面を持っている。
2011年4月23日に、マケマケによる恒星NOMAD 1181-0235723の掩蔽が発生した。恒星の光度変化を正確に測定した結果、マケマケの直径は1,502km × 1,430km、平均密度は1.7g/cm3であることがわかった。また、この現象が起こるまでは冥王星に見られるような窒素を主成分とする希薄な大気が存在するのではないかとも考えられていた。しかし、もしそうであればNOMAD 1181-0235723は、まずマケマケの大気の影響で徐々に光が弱くなってから、マケマケ本体によって隠されるために完全に消えるはずなのに、NOMAD 1181-0235723の光はマケマケに隠された瞬間に見えなくなった。これによってマケマケの大気は、仮に存在していたとしても、マケマケの地表での大気圧は4×10-4から12×10-4 (Pa)を上回ることはないであろうことが示された。同じく太陽系外縁天体の準惑星である冥王星（質量、約1.3×1022 kg）や、エリス（おそらく質量は、1022 kgのオーダーだと考えられている）のに対して、マケマケの質量は最大でも4×1021 kgと質量が半分以下のより小さな天体であるため引力も弱い。仮に元々マケマケが冥王星と同じくらいの希薄な大気を持っていたとしても、冥王星に比べて引力が弱いために、窒素の大気は宇宙空間へと流出して失われたのだろうと考えることが自然であるとされている。

## 名称
発見されたのがちょうど復活祭の直後だったために「イースターバニー」という愛称で呼ばれていた。また「ゼン」という愛称が使われたこともあるようだが、語源など詳細は不明。
2006年9月8日に、小惑星センターにより小惑星番号が与えられ、136472番となった。同じ日に (134340) 冥王星、(136199) エリス、(136108) 2003 EL61も番号を付与されている。
冥王星型天体として認められると同時に、イースター島の創造神マケマケにちなんで命名された。小惑星センターの回報に "Makemake" が掲載されたのは7月18日発行分だが、実際はその数日前に公になっていた。

## 衛星

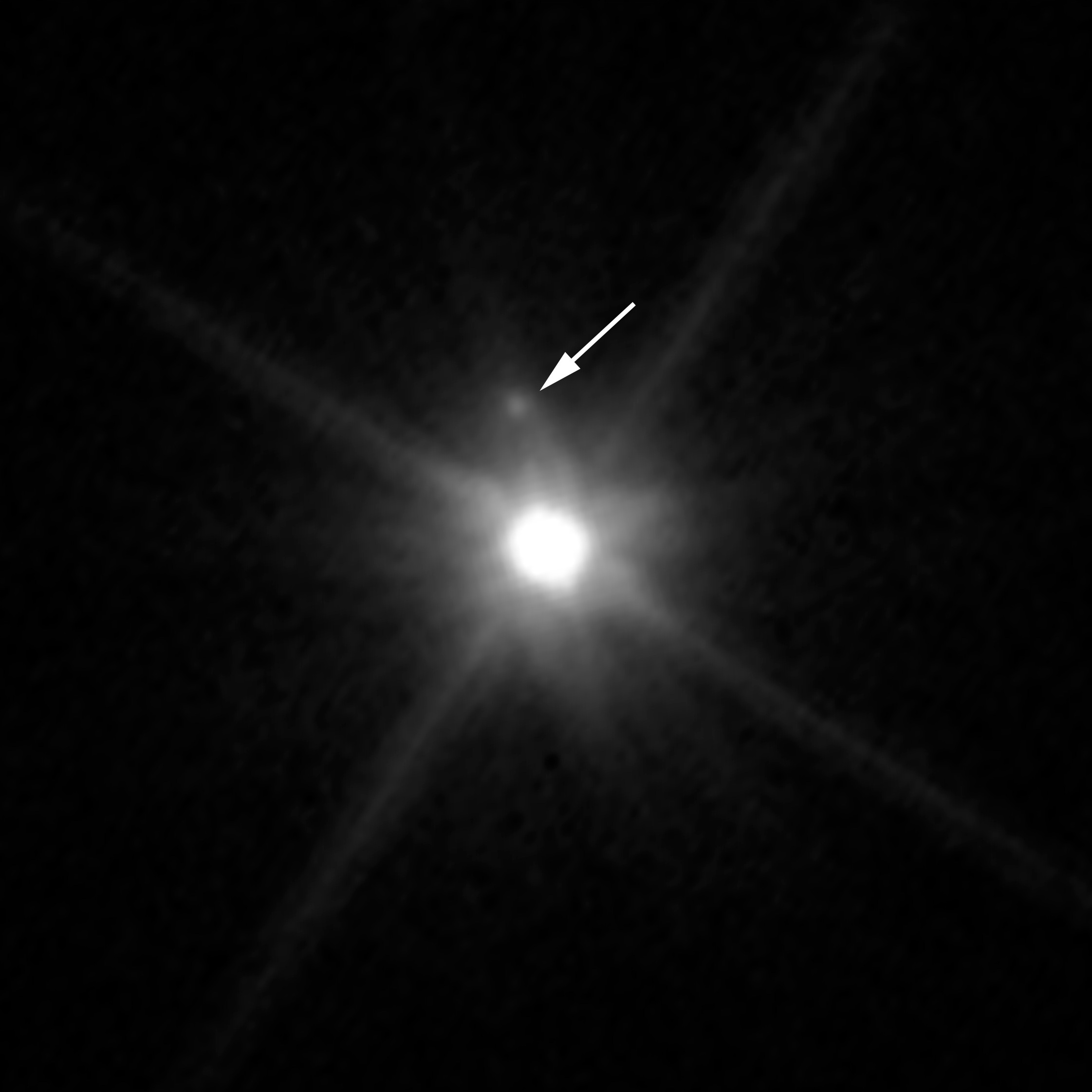
中央の明るい光がマケマケ。その左上に見える矢印で示された小さな点がMK2である。

2016年4月26日、アメリカ航空宇宙局 (NASA) はマケマケに衛星を初めて発見したと発表した。2015年4月にハッブル宇宙望遠鏡が撮影したマケマケの画像に、マケマケとは別の天体が写っていることが確認され、その後の観測で、この天体がマケマケと同じ方向に運動していることから、この天体がマケマケの衛星である可能性が浮上した。仮符号はS/2015 (136472) 1で、MK2という愛称が付けられた。MK2は直径160km程度で、マケマケから約2万1000kmの距離を周回していると推測されている。明るさはマケマケの1300分の1で、仮に軌道離心率が0（公転軌道が真円）と仮定した場合の公転周期は12日以上となる。

## 画像

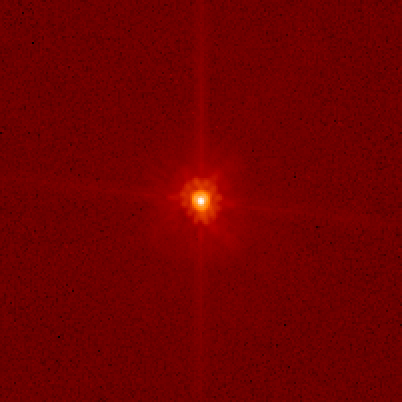
ハッブル宇宙望遠鏡で撮影したマケマケ。
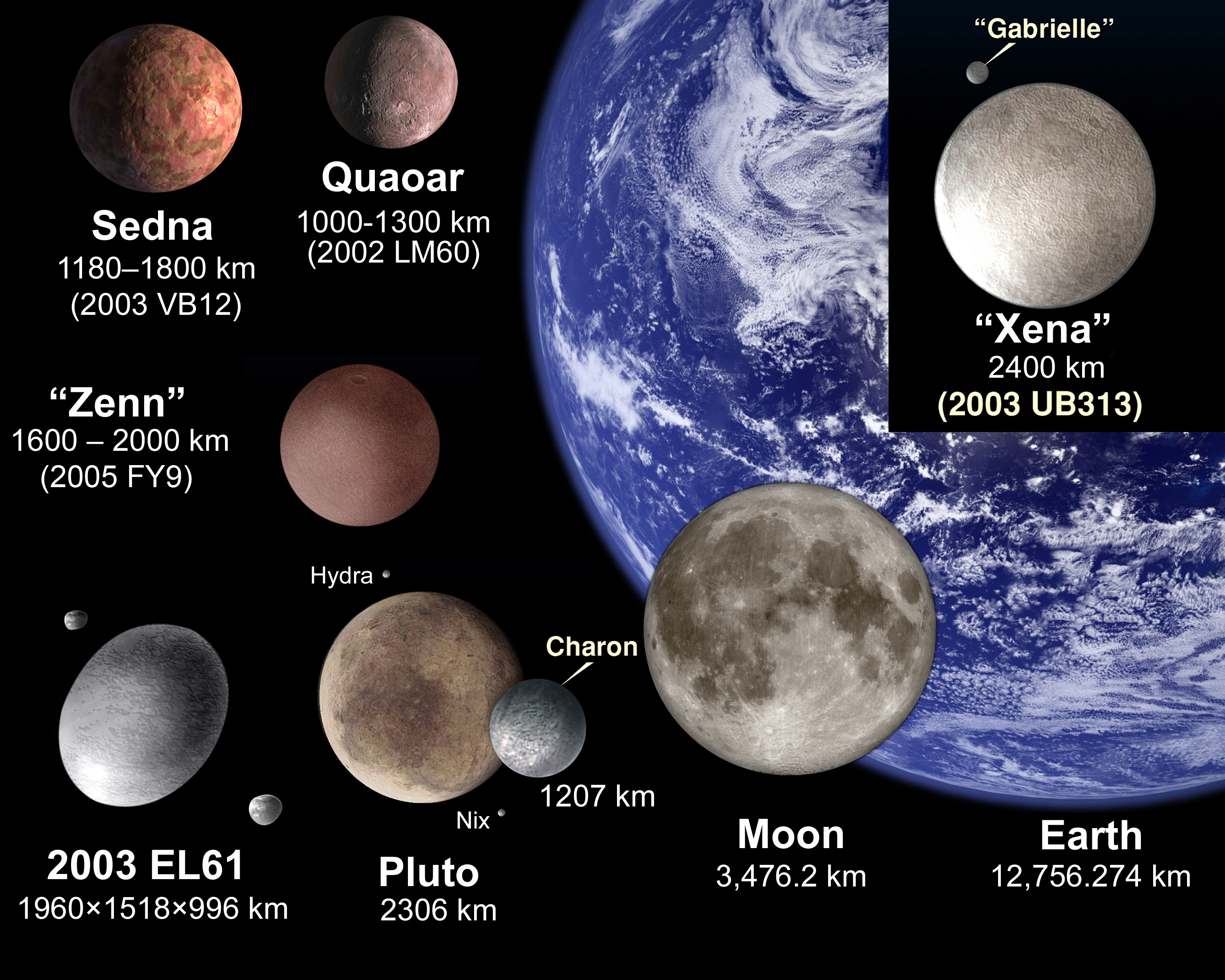
2005 FY9の仮称が "Zenn" となっている。
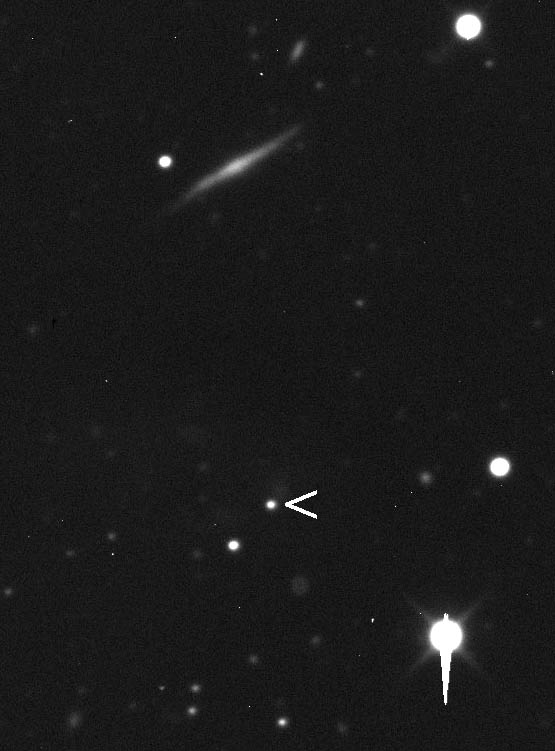
マケマケが写った天体写真。
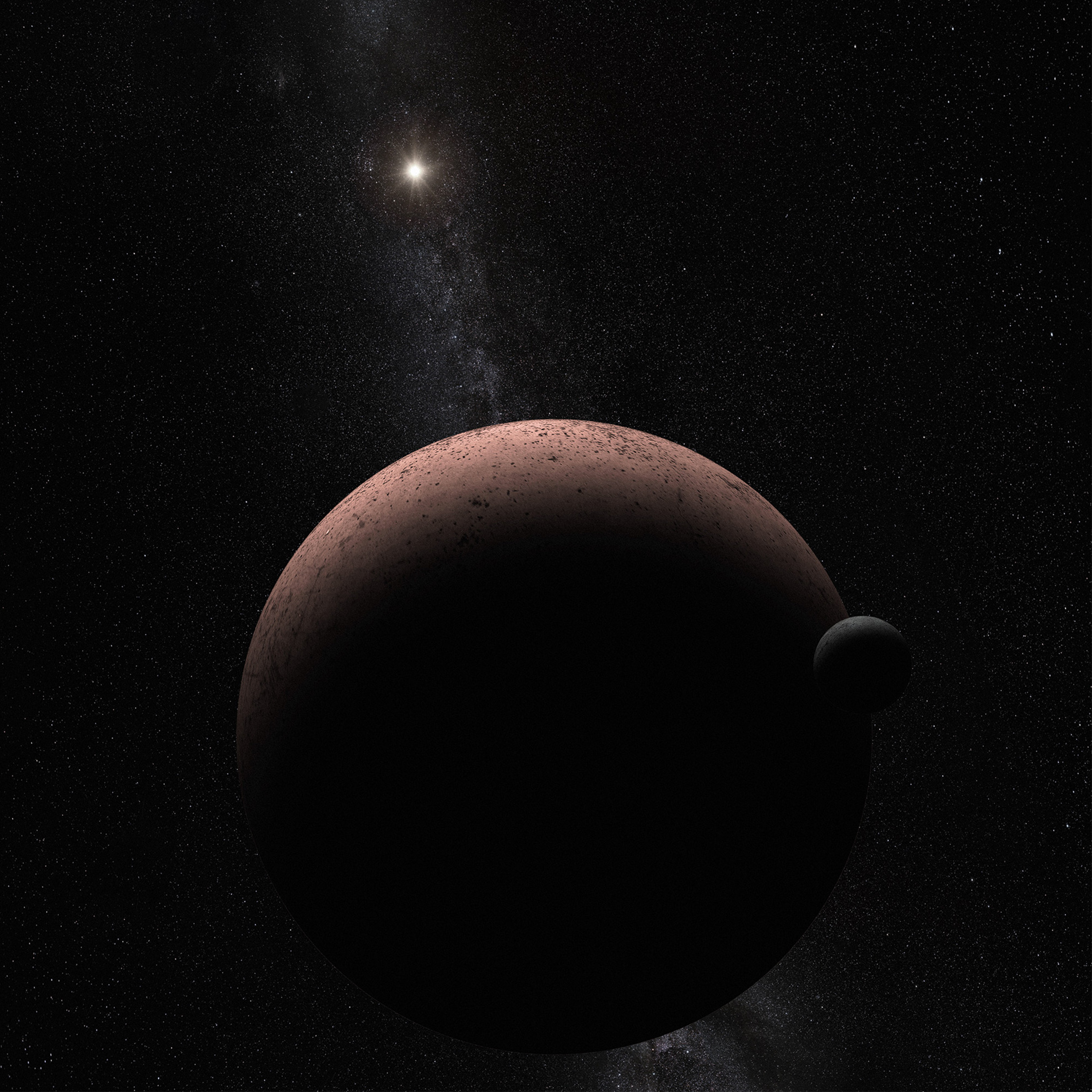
マケマケとその衛星の想像図。